# Garden Home-Whitford, Oregon
Garden Home-Whitford là một khu thống kê bao gồm khu dân cư Garden Home và khu Whitford nhỏ hơn nằm trong quận Washington, tiểu bang Oregon,  Hoa Kỳ. Chúng nằm trong các ngọn đồi phía tây nam thành phố Portland, gần thành phố Beaverton. Theo điều tra dân số năm 2000, khu thống kê này có tổng dân số là 6.931 người.

## Lịch sử
Theo sách Oregon Geographic Names, trạm bưu điện của Garden Home được thiết lập năm 1882. Garden Home là một cộng đồng đã có trước khi Đường xe điện Oregon được xây dựng vào đầu thế kỷ 20. Whitford là một trạm trên tuyến xe điện này, nằm ở vị trí mà ngày nay là nơi giao lộ của Đường Allen và Đường Scholls Ferry (Xa lộ Oregon 210); tên của trạm này là tên kết hợp của W. A. White và A.C. Bedford, hai nhà đầu tư từ New York và là giám đốc điều hành tuyến đường này.
Trạm Whitford đóng cửa khi tuyến đường xe điện ngưng hoạt động khoảng năm 1920, và không như Garden Home đã trở thành cái tên của một khu ngoại ô của Portland, Whitford tồn tại ngày nay chỉ như là tên của một trường trung học cấp hai của học khu Beaverton.
Theo một kế hoạch được quận Washington và thành phố Beaverton đồng ý thì Garden Home sẽ bị Beaverton sáp nhập dự trù vào khoảng năm 2010.

## Địa lý
Garden Home-Whitford có trung tâm nằm ở vị trí 45°27′41″B 122°45′50″T / 45,46139°B 122,76389°TĐã đưa tham số không hợp lệ vào hàm {{#coordinates:}} (45.461340, -122.763807)1.
Theo Cục điều tra dân số Hoa Kỳ, khu thống kê này có tổng diện tích 1,9 dặm vuông Anh (4,9 km²), tất cả đều là đất.